# Karl H. Peter

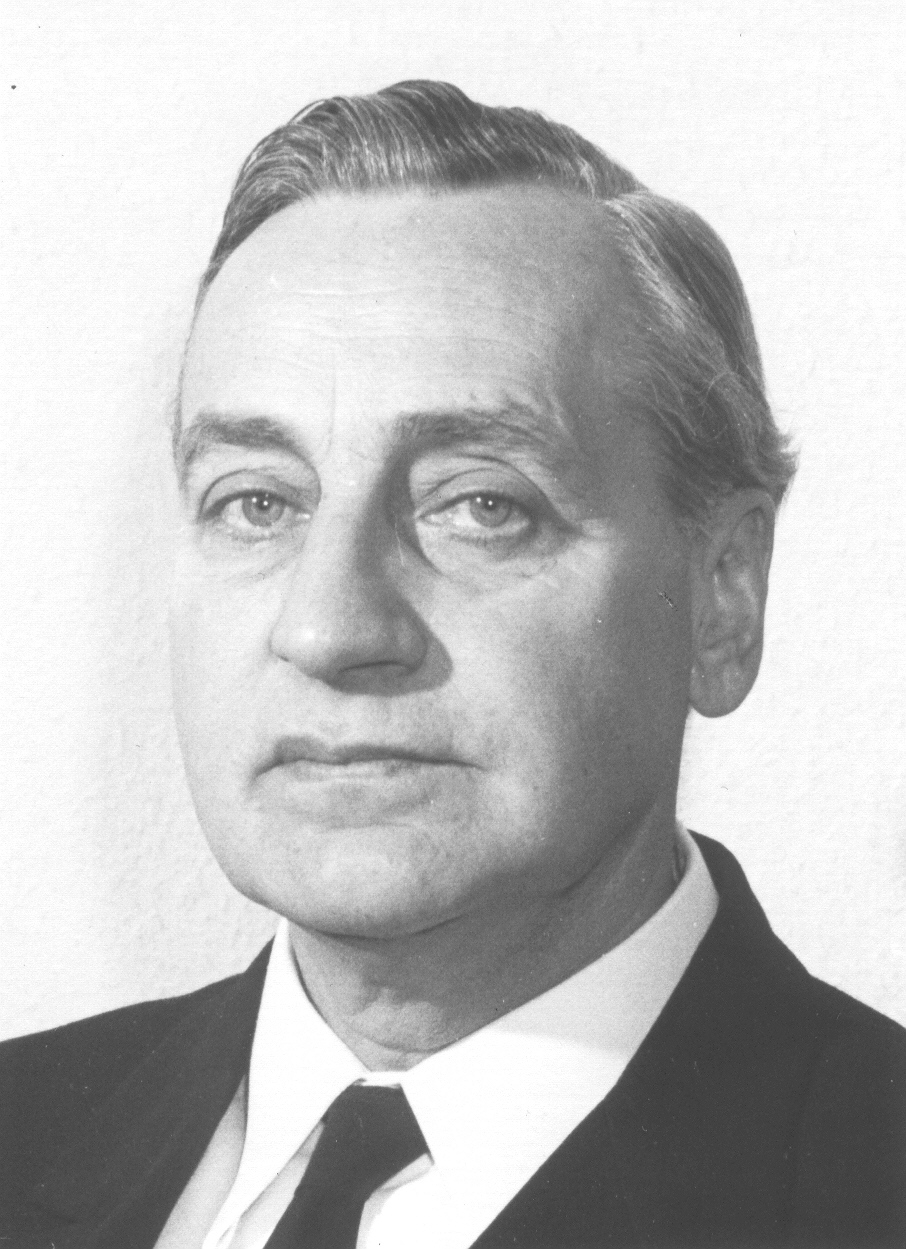
Charly Peter

Karl („Charly“) Peter (* 17. September 1918 in Scheeßel; † 6. Dezember 2003 in Altenholz) war ein deutscher Marineoffizier, zuletzt Konteradmiral und Personalchef bei SHAPE.

## Leben
Als Sohn eines Postbeamten wuchs Karl Hinrich Peter in Rotenburg (Wümme) auf. Von 1931 bis 1938 besuchte er das Bremer Realgymnasium. Nach fünfeinhalb Monaten Reichsarbeitsdienst in Glinstedt im Teufelsmoor trat er am 26. September 1938 mit der Crew 38 auf dem Dänholm in die deutsche Kriegsmarine ein.

### Kriegsmarine
Er diente zunächst auf dem Segelschulschiff Gorch Fock. Als Seekadett auf dem Leichten Kreuzer Emden erlebte er den Beginn des Zweiten Weltkrieges. Nachdem er an der Marineunteroffizierschule in Plön gewesen war, absolvierte er 1939/40 den Fähnrichslehrgang an der Marineschule Mürwik. Anschließend wurde er zur Schiffsartillerieschule in Kiel kommandiert. Als Fähnrich zur See und Leutnant zur See diente er als Leiter der Rechenstelle der Schiffsartillerie auf dem Schweren Kreuzer Admiral Hipper, ab 1942 zusätzlich als Kadettenoffizier.
Im Februar 1943 wurde Peter im Marinelazarett Kiel-Hassee appendektomiert. Dort lernte er seine spätere Ehefrau kennen. Nach seiner Genesung diente er zunächst als Gruppenoffizier in der Abteilung Meierwik der Marineschule Mürwik (vgl. Flottenkommando) unter Heinrich Ruhfus, Waldemar Winther und Wolfgang Lüth. Im April 1943 wurde er als Oberleutnant zur See Kommandant von R 421 und R 424 in der 3. Räumbootsflottille. Das Kriegsende erlebte er mit der Flottille in Flensburg.

### Nachkriegszeit
In der Nachkriegszeit wurde Peter in den Deutschen Minenräumdienst (GMSA) in Rotterdam übernommen, der später in den von der Royal Navy geführten Minenräumverband Cuxhaven und in die von der United States Navy geführte Labor Service Unit (B) (LSU) in Bremerhaven überführt wurde.

### Bundesmarine
Am 1. Dezember 1955 wurde Peter als vierter Offizier der LSU von der künftigen Bundesmarine übernommen und zum Kapitänleutnant befördert. Er wurde der Annahmeorganisation als Prüfoffizier zugeteilt und im Januar 1956 zur Prüfstelle für Marineoffiziere in Köln versetzt. Am 20. Januar 1956 nahm er an der ersten Truppenschau der Bundeswehr in Andernach durch Bundeskanzler Konrad Adenauer teil. Es folgte bis Februar 1957 eine Verwendung bei der Marine-Annahmestelle Wilhelmshaven.
Seit 1. März 1957 war Peter Abteilungskommandeur in der Marineschule Mürwik. Am Volkstrauertag 1957 ließ er für den kurz nach Kriegsende versehentlich erschossenen Kapitän zur See Wolfgang Lüth einen Gedenkstein auf dem Gelände der Marineschule errichten. Am 9. November 1959 wurde er Kommandeur des 3. Minensuchgeschwaders in Kiel. Vom 11. Oktober bis 3. November 1960 unternahm dieses eine öffentlich beachtete Reise auf Rhein und Main. Am 24. Oktober 1960 hielt Peter eine bedeutsame Rede in der Frankfurter Paulskirche, dem Gründungsort der Reichsflotte 1848.
Ab Dezember 1960 bereitete er sich in Mürwik und Euskirchen auf seinen USA-Aufenthalt vor. Mit Wirkung vom 1. Mai 1961 wurde er an die United States Naval Academy in Annapolis kommandiert und wirkte dort (und zeitweilig an der United States Military Academy in West Point) als Lehroffizier. Er kehrte im Juni 1964 nach Deutschland zurück.
Am 12. Oktober 1964 wurde unter seinem Kommando der neue Zerstörer Schleswig-Holstein in Hamburg in Dienst gestellt. Ende Mai 1965 geleitete er mit diesem die königliche Yacht Britannia beim Deutschlandbesuch der britischen Königin Elisabeth II. bis nach Borkum. Danach arbeitete Karl Peter von Oktober 1966 bis September 1967 als A 3-Stabsoffizier im Stab der Zerstörerflottille in Eckernförde und Kiel.
Am 19. September 1967 übernahm er das Kommando des Schulschiffes Deutschland. Neben kürzeren Reisen unternahm er mit der Deutschland zwei ausgedehnte Auslandsausbildungsreisen. Die 36. AAR ging nach Funchal, Salvador da Bahia, Fort-de-France, Kingston (Jamaika), Ponta Delgada. Die Häfen der 37. AAR waren Las Palmas de Gran Canaria, Accra-Tema, Rio de Janeiro, Salvador da Bahia, Belém (Pará), Port of Spain, Lissabon und Brest (Finistère). Im Januar 1969 wurde Peter Lehrgruppenkommandeur und im September 1971 Kommandeur der Marineschule Mürwik. Mit Wirkung vom 3. September 1973 wurde er Personalchef (J-1) bei den Supreme Headquarters Allied Powers Europe (SHAPE) in Casteau bei Mons. Am 30. September 1977 wurde er pensioniert.

„Seine Verdienste um die Ausbildung in der Marine, die Schaffung der historischen Sammlung an der Marineschule und sein hochanständiger Charakter, gepaart mit Bildung und Witz, machten Peter zum Vorbild.“

### Familie
Charly Peter heiratete am 28. Dezember 1943 die Hauswirtschaftsleiterin und Schwesternhelferin Waltraut Grattenauer. Mit der Tochter des Kapitäns zur See Friedrich Grattenauer hatte er drei Kinder.

## Auszeichnungen
Beförderungen
- Juli 1939: Seekadett
- Dezember 1939 Fähnrich zur See
- August 1940 Oberfähnrich zur See
- April 1941 Leutnant zur See
- April 1943 Oberleutnant zur See
- Dezember 1955 Kapitänleutnant
- Juni 1957 Korvettenkapitän
- März 1965 Fregattenkapitän
- November 1967 Kapitän zur See
- Oktober 1971 Flottillenadmiral
- September 1973 Konteradmiral

- Eisernes Kreuz (1939) II. Klasse (September 1940)
- Flotten-Kriegsabzeichen (Oktober 1941)
- Eisernes Kreuz (1939) I. Klasse (Januar 1943)
- Kriegsverdienstkreuz (1939) II. Klasse (April 1945)
- Bundesverdienstkreuz I. Klasse (Juli 1976)

## Veröffentlichungen
- Schlachtkreuzer Scharnhorst. Kampf und Untergang. Berlin / Darmstadt / Bonn 1951.
- Die Rheinfahrt des dritten Minensuchgeschwaders. In: Bundesministerium für Verteidigung (Hrsg.): Information für die Truppe, Heft 2/1961, S. 120–126.
- Schulschiff „Deutschland“ im Jahr 1968. Sein Weg – aufgezeichnet nach den Tagebüchern des Kommandanten. Rendsburg o. J.
- Seeoffizieranwärter. Ihre Ausbildung von 1848 bis heute. Mürwik 1969, pkgodzik.de (PDF; 2,4 MB)
- Wie Columbus navigierte. Herford 1972.
- Der Untergang der Niobe. Was geschah im Fehmarn-Belt? Herford 1976.
- Wie ich Neptuns Freund wurde. Äquatortaufe damals und heute. Sonderdruck aus Schiffahrt international, 2+3/1977, Herford 1977.
- Vom Astrolab zum Chronometer. Zur Geschichte der nautischen Wissenschaft von der Antike bis zum 18. Jahrhundert. Altenholz, Privatdruck o. J.
- Zur Geschichte der Minenräumverbände 1945–1956. Altenholz, Privatdruck o. J.
- Von der Kriegsmarine zur Bundesmarine. Der Weg des Personals und des Materials von 1945 bis 1956. In: Marineforum, 1980, Heft 11, S. 365–369.
- Fähnrichsausbildung während des Zweiten Weltkrieges. 2. Auflage 1989, hrsg. vom Deutschen Maritimen Institut. Herford, S. 141–154.
- Acht Glas (Ende der Wache). Erinnerungen eines Seeoffiziers der Crew 38. Preußischer Militär-Verlag, Reutlingen 1989.
- Schwerer Kreuzer Admiral Hipper. In: Walter Günther (Hrsg.), Gemeinschaft Crew 44: „So war das damals …“ Berichte aus dem Erleben von Crewkameraden 1944–45. Selbstverlag Walter Günther, Bonn o. J., S. 45–54.
- Geschichten, die die Haare durch die Mütze treiben. Festreden von KAdm a. D. Karl Peter anlässlich der Neujahrsempfänge des AKRO Kiel in den Jahren 1981 bis 2002. Hrsg. von Waltraut Peter und Gerhard Wittek: Arbeitskreis Reserveoffiziere (AKRO) Kiel im Verband der Reservisten der Deutschen Bundeswehr 2007.
- mit Waltraut Peter: Klaus und Lenes Traumreise. Eine fast wahre Geschichte. Altenholz: Privatdruck o. J. pkgodzik.de (PDF; 1,8 MB)